# Coelotes rhododendri
Coelotes rhododendri là một loài nhện trong họ Amaurobiidae.
Loài này thuộc chi Coelotes. Coelotes rhododendri được Paolo Marcello Brignoli miêu tả năm 1978.